# U-50 (1939)
| U-50                                                            | U-50 | U-50 |
| --------------------------------------------------------------- | --- | --- |
|                                                                 | | |
|                                                                 | | |
| Екіпаж підводного човна U-50 у Вільгельмсгафені. 2 березня 1940 | | |
| Під прапором                                                    | Третій Рейх | Третій Рейх |
| Спуск на воду                                                   | 1 листопада 1939 року | 1 листопада 1939 року |
| Виведений зі складу флоту                                       | 12 грудня 1939 року | 12 грудня 1939 року |
| Сучасний статус                                                 | 6 квітня 1940 року ймовірно разом з ПЧ U-1 підірвалися на мінному полі № 7 у Північному морі, яке встановили «Експрес», «Еск», «Ікарус» та «Імпалсів» та затонули біля Терсхеллінг | 6 квітня 1940 року ймовірно разом з ПЧ U-1 підірвалися на мінному полі № 7 у Північному морі, яке встановили «Експрес», «Еск», «Ікарус» та «Імпалсів» та затонули біля Терсхеллінг |
| Проєкт                                                          | | |
| Тип ПЧ                                                          | Торпедний ДПЧ | Торпедний ДПЧ |
| Розробник проєкту                                               | Friedrich Krupp Germaniawerft, Кіль | Friedrich Krupp Germaniawerft, Кіль |
| Вартість                                                        | 4 439 000 ℛℳ | 4 439 000 ℛℳ |
| Основні характеристики                                          | | |
| Швидкість (надводна)                                            | 17,9 вузла | 17,9 вузла |
| Швидкість (підводна)                                            | 8 вузлів | 8 вузлів |
| Робоча глибина занурення                                        | 100 м | 100 м |
| Гранична глибина занурення                                      | 220 м | 220 м |
| Автономність плавання                                           | 135—174 км на швидкості 4 вузли (в підводному положенні) 11 470 км на швидкості 10 вузлів (у надводному положенні)                                                                 | 135—174 км на швидкості 4 вузли (в підводному положенні) 11 470 км на швидкості 10 вузлів (у надводному положенні)                                                                 |
| Екіпаж                                                          | 44—60 осіб | 44—60 осіб |
| Розміри                                                         | | |
| Довжина найбільша (по КВЛ)                                      | 66,5 м | 66,5 м |
| Ширина корпусу найб.                                            | 6,2 м | 6,2 м |
| Середня осадка (по КВЛ)                                         | 4,74 м | 4,74 м |
| Водотоннажність надводна                                        | 753 т | 753 т |
| Озброєння                                                       | | |
| Артилерія                                                       | 1 × 88-мм палубна гармата SK C/35 1 × 20-мм зенітна гармата FlaK 30 Flakvierling                                                                                                   | 1 × 88-мм палубна гармата SK C/35 1 × 20-мм зенітна гармата FlaK 30 Flakvierling                                                                                                   |
| Торпедно- мінне озброєння                                       | 4 носових і один кормовий ТА. 14 торпед або 26 мін TMA або 39 мін TMB | 4 носових і один кормовий ТА. 14 торпед або 26 мін TMA або 39 мін TMB |

U-50 — німецький підводний човен типу VII B, що входив до складу Військово-морських сил Третього Рейху за часів Другої світової війни. Закладений 3 листопада 1938 року на верфі Friedrich Krupp Germaniawerft у Кілі. Спущений на воду 1 листопада 1939 року, а 23 вересня 1939 року корабель увійшов до складу ВМС нацистської Німеччини. Єдиним командиром човна був капітан-лейтенант Макс-Герман Бауер.

## Історія служби
U-50 належав до німецьких підводних човнів типу VII B, найчисленнішого типу субмарин Третього Рейху, яких випущено 703 одиниці. Загалом підводний човен здійснив 2 бойових походи в Атлантичний океан, у яких потопив 4 судна противника сумарною водотоннажністю 16 089 брутто-реєстрових тонн.
6 квітня 1940 року при проведенні другого бойового походу підірвався на мінному полі № 7 у Північному морі, яке встановили британські есмінці «Експрес», «Еск», «Ікарус» та «Імпалсів». Внаслідок вибуху човен затонув з усім екіпажем з 44 осіб поблизу голландського острова Терсхеллінг. Не виключається, що разом з ПЧ U-50 того ж дня затонув ще один німецький підводний човен — U-1.

## Перелік уражених U-50 суден у бойових походах
| №                                                       | Дата           | Назва             | Тип                | Належність      | Водотоннажність (брт) | Вантаж                       | Конвой        | Результат та координати                                                | Наслідки атаки для екіпажу     | Прим. |
| ------------------------------------------------------- | -------------- | ----------------- | ------------------ | --------------- | --------------------- | ---------------------------- | ------------- | ---------------------------------------------------------------------- | ------------------------------ | ----- |
| Перший похід (06.02—4.03.1940, 28 діб; Гельголанд—Кіль) |                |                   |                    |                 |                       |                              |               |                                                                        |                                |       |
| 1                                                       | 11 лютого 1940 | Orania            | суховантажне судно | Швеція          | 1854                  | кукурудза, висівки та макуха |               | потоплено 61°33′ пн. ш. 0°07′ зх. д. / 61.550° пн. ш. 0.117° зх. д.    | 24 (14 загиблих та 10 вціліло) |       |
| 2                                                       | 15 лютого 1940 | Maryland          | суховантажне судно | Данія           | 4895                  | макуха                       |               | потоплено 57°09′ пн. ш. 12°00′ зх. д. / 57.150° пн. ш. 12.000° зх. д.  | 34 (усі загинули)              |       |
| 3                                                       | 21 лютого 1940 | Tara              | суховантажне судно | Нідерланди      | 4760                  | зерно                        |               | потоплено 42°45′ пн. ш. 10°25′ зх. д. / 42.750° пн. ш. 10.417° зх. д.  | ? (? загиблих та ? врятованих) |       |
| 4                                                       | 22 лютого 1940 | British Endeavour | танкер             | Велика Британія | 4580                  | баласт                       | Конвой OGF 19 | потоплений 42°11′ пн. ш. 11°35′ зх. д. / 42.183° пн. ш. 11.583° зх. д. | 38 (5 загиблих та 33 вціліли)  |       |